# Cassandra Pickett Durham
Cassandra Pickett Durham, född 1824, död 1885, var en amerikansk läkare. Hon blev 1871 den första kvinnliga läkaren i Georgia. 
Hon är inkluderad i Georgia Women of Achievement (GWA). 